# Гамма, Антонио

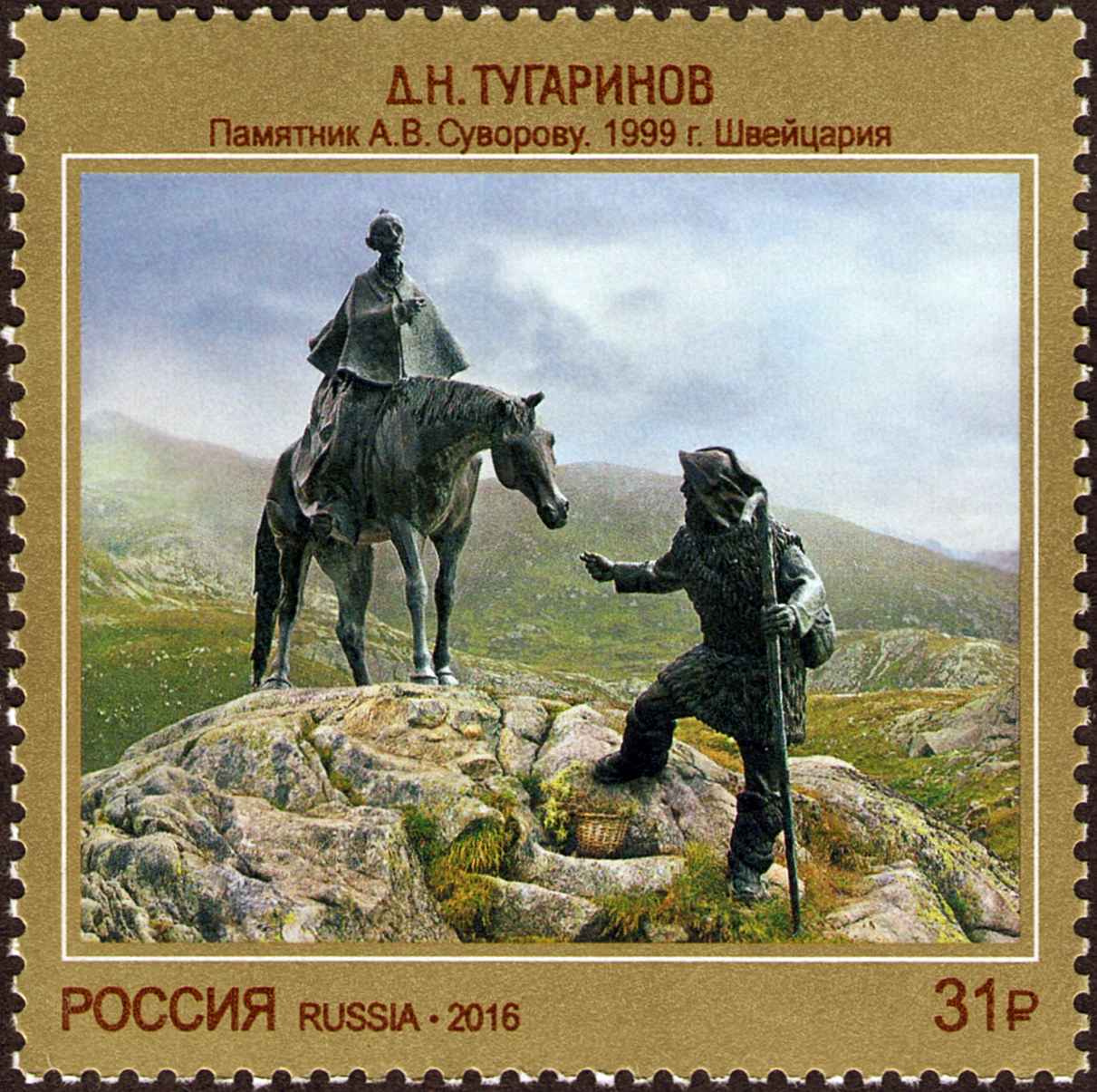
Памятник Суворову и Антонио Гамма на перевале Сен-Готард, почтовая марка России 2016 года

Анто́нио Га́мма, также ошибочно Антонио Гамба — швейцарец, проводник армий Суворова в Швейцарском походе 1799 года, житель городка Альтдорф. С русской армией совершил переход до городка Кур, давая ценные советы.
Во время похода 1799 года фельдмаршал Суворов остановился в местечке Таверно, находящемся в 20 км от Беллинцоны. Его принял в своём доме старик 65—70 лет, который настолько полюбил русского полководца, что, несмотря на возраст и забыв о семье и хозяйстве, согласился сопровождать Суворова во время Швейцарской кампании. В походе Гамма оказал неоценимые услуги переводчика и проводника.
После окончания войны жил в Альтдорфе, где и умер в глубокой старости.
19 июня 1999 года на высшей точке перевала Сен-Готард был открыт памятник Суворову. Композиция включает Суворова, сидящего на коне, и пешего итальянского старика Антонио Гамма (скульптор — Дмитрий Тугаринов).